# Durringtonia paludosa
Durringtonia paludosa är en måreväxtart som beskrevs av Rodney John Francis Henderson och Gordon P. Guymer. Durringtonia paludosa ingår i släktet Durringtonia och familjen måreväxter. Inga underarter finns listade i Catalogue of Life.